# Rio Matsumoto
Rio Matsumoto  (松本莉緒?, Matsumoto Rio), all'anagrafe Chiyo Konno (Fuchū, 22 ottobre 1982) è un'attrice, modella, stilista, e cantante giapponese.

## Biografia
Rio Matsumoto debuttò come modella nel 1994, all'età di 11 anni, usando lo pseudonimo Megumi Matsumoto (松本恵?, Matsumoto Megumi). In breve tempo apparve in diversi spot pubblicitari e in molte serie televisive. Nel 1999 annunciò il suo ritiro dalle scene, per poter continuare tranquillamente gli studi.
Nel 2002 tornò in attività, usando lo pseudonimo Rio Matsumoto, e l'anno successivo interpretò il suo primo film cinematografico, l'action Cosmic Rescue: The moonlight generations. Nel 2005 ebbe il suo primo ruolo importante, quello di Tomie Kawakami nel J-Horror Tomie: Beginning, diretto da Ataru Oikawa, tratto dall'omonimo manga di Junji Itō. Nel 2008 fu diretta da Takashi Miike, nella commedia fantascientifica God's Puzzle.
Nel 2007 Rio Matsumoto debuttò come stilista, realizzando abiti da sposa. In veste di cantante incise nel 2004 un singolo, intitolato Seraphita no Komoriuta, prodotto dalla casa discografica Avex.

## Filmografia parziale

### Cinema
- Cosmic Rescue: The moonlight generations di Shinsuke Satou (2003)
- Tomie: Beginning di Ataru Oikawa (2005)
- Tokyo Friends: The Movie di Kozo Nagayama (2006)
- The Chasing World (Riaru onigokko) di Issei Shibata (2008)
- Cyborg She (Boku no kanojo wa saibōgu) di Jae-young Kwak (2008)
- God's Puzzle (Kamisama no pazuru) di Takashi Miike (2008)

### Televisione
- Somato Kabushiki Gaisha (TBS, 2012, epi2)
- Sengyou Shufu Tantei ~Watashi wa Shadow (TBS, 2011, epi5)
- Nazotoki wa Dinner no Ato de (Fuji TV, 2011, epi3)
- Moteki (TV Tokyo, 2010)
- Asami Densetsu (Fuji TV, 2008)
- Swan no Baka (Fuji TV, 2007, ep7)
- Suisei Monogatari (filmTv, TBS, 2007)
- Ojiisan-sensei (NTV, 2007)
- Proposal Daisakusen - Cameron (Fuji TV, 2007, epi3)
- Yumeji (serie TV) (2007)
- Seishun Energy Mo Hitotsu no Sugar & Spice (Fuji TV, 2006) as Asuka
- PS Rashoumon - Emori Sachi (TV Asahi, 2006)
- Gal Circle (NTV, 2006, ep4)
- Designer (TBS, 2005)
- Tokyo Friends - Hayama Hirono (Fuji TV, 2005)
- Honto ni Atta Kowai Hanashi 2 Mienai Kizuna (Fuji TV, 2004, ep8)
- Ace wo Nerae Kiseki e no Chousen (TV Asahi, 2004)
- Nouka no Yome ni Naritai (NHK, 2004)
- Ace o nerae! - Ryuuzaki Reika (TV Asahi, 2004)
- Stand Up!! - Tominaga Shiho (TBS, 2003)
- Hitonatsu no Papa e (TBS, 2003, ep9)
- Hatachi - Okumura Rina (Fuji TV, 2003)
- Tengoku no Daisuke e (NTV, 2003)
- Remote - Karen Chikumagawa (NTV, 2002, ep8)
- Taiyō no Kisetsu (TBS, 2002)
- Gokusen - Wakaba (NTV, 2002, SP
- Golden Bowl - Akira (NTV, 2002)
- Seikimatsu no Uta (NTV, 1998)
- Glass no Kamen 2 (TV Asahi, 1998) as Himekawa Ayumi
- Seija no Koushin - Takahara Rin (TBS, 1998)
- Glass no Kamen (Il grande sogno di Maya) (TV Asahi, 1997) - Himekawa Ayumi
- Psychometrer Eiji (NTV, 1997)
- Kindaichi shōnen no jikenbo 2 (NTV, 1996)
- Owaranai natsu (NTV, 1995)
- Ie Naki Ko 2 (NTV, 1995)

## Discografia

### Singoli
- Seraphita no Komoriuta (セラフィータの子守唄) (2004)